# Macaria garupa
Macaria garupa — вид метеликів родини п'ядунів (Geometridae). Описаний у 2023 році.

## Поширення
Ендемік Аргентини. Описаний на основі зразків, що зібрані у муніципалітеті Гарупа в провінції Місьйонес на північному сході країни.

## Спосіб життя
Гусениці живляться на рослині Duranta erecta з родини вербенові (Verbenaceae).